# 伊勢ヶ濱部屋 (1929-2007)
伊勢ヶ濱部屋（いせがはまべや）は、かつて日本相撲協会に所属していた伊勢ヶ浜一門の相撲部屋。

## 歴史
熊ヶ谷部屋所属の清瀬川（当時は平幕）は、1921年（大正10年）1月に熊ヶ谷部屋の後継者が敷島猪之助に決まったため、内弟子を連れて楯山部屋の預かりとなった。その後、1929年（昭和4年）9月場所を最後に現役引退して年寄・5代伊勢ヶ濱を襲名し、同時に楯山部屋に預けていた内弟子を連れて伊勢ヶ濱部屋を創設した。5代は横綱・照國や平幕優勝を果たした備州山など多くの関取を育て上げ、一代で部屋を大きくした。この間に、もともとの本家だった熊ヶ谷部屋や大坂相撲から合流した朝日山部屋を配下として伊勢ヶ濱一門（旧・伊勢ヶ濱一門）を構成するようになった。
1953年1月場所限りで横綱・照國が現役を引退して年寄・10代荒磯を襲名すると、5代は弟子全員を10代荒磯に譲って自らは取締役に専任したため、部屋の名称が荒磯部屋と改称された。1961年1月に定年制導入により5代が定年退職すると、10代荒磯は伊勢ヶ濱の年寄名跡を譲り受けて6代伊勢ヶ濱を襲名したため、部屋の名称が再び伊勢ヶ濱部屋へと改称された。6代は大関・清國や関脇・開隆山といった関取を育て上げたほか、稽古土俵を二面作るという稽古場を作り上げて評判になった。この時期には立浪一門と連携して役員選挙に臨み「立浪・伊勢ヶ濱連合」を構成していた。
1977年3月に6代は逝去し、それに伴い、同年4月に部屋付き親方である12代楯山（元大関・清國）が7代伊勢ヶ濱を襲名して部屋を継承した。7代は先代から引き継いだ弟子の小結・黒瀬川や、自身の直弟子である幕内・若瀬川などの関取を育て上げた。
2006年11月に7代が定年退職を迎えたため、部屋付き親方である10代若藤（元幕内・和晃）が8代伊勢ヶ濱を襲名して部屋を継承した。8代自身も2007年8月に定年を迎えるため、直ちに一門内外からの後継者擁立を進めていたものの、2007年1月場所後に後継者擁立を断念し、同時に部屋を閉鎖した。8代は所属力士2人・世話人1人と共に桐山部屋へ、行司1人は高島部屋へ移籍した。この旧・伊勢ヶ濱部屋からは木瀬部屋（旧・木瀬部屋）と桐山部屋が分家独立を果たしたほか、1997年5月には当時部屋付きだった13代楯山（元大関・大受）が18代朝日山を襲名して朝日山部屋を継承したが、いずれの部屋も2015年までに閉鎖となり現存していない。
また、旧・伊勢ヶ濱部屋は両国国技館に至近の位置に所在していたが、末期は台東区へ移転した。両国にあった時代の旧・伊勢ヶ濱部屋の跡地には現在「ちゃんこ照國」が立地している。

## 師匠
- 5代：伊勢ヶ濱 勘太夫（いせがはま かんだゆう、関脇・清瀬川、秋田）
- 6代：伊勢ヶ濱 萬藏 （いせがはま まんぞう、38代横綱・照國、秋田）
- 7代：伊勢ヶ濱 清之輔（いせがはま せいのすけ、大関・清國、秋田）
- 8代：伊勢ヶ濱 敏郎（いせがはま としお、前頭1・和晃、愛知）

## 力士

### 横綱・大関

#### 横綱
- 照國萬藏（38代横綱・秋田）5代伊勢ヶ濱弟子

#### 大関
- 清國勝雄（大関・秋田）10代荒磯→6代伊勢ヶ濱弟子

### 幕内

#### 関脇
- 幡瀬川邦七郎（秋田）5代伊勢ヶ濱弟子（入門は楯山部屋）
- 備州山大八郎（広島）5代伊勢ヶ濱、10代荒磯弟子
- 開隆山勘之亟（秋田）10代荒磯→6代伊勢ヶ濱弟子

#### 小結
- 若瀬川泰二（兵庫）5代伊勢ヶ濱、10代荒磯弟子
- 黒瀬川国由（東京）6代、7代伊勢ヶ濱弟子

#### 前頭
- 若瀬川栄蔵（前1・秋田）5代伊勢ヶ濱弟子（入門は楯山部屋）
- 太郎山峰吉（前5・長野）5代伊勢ヶ濱弟子（高砂部屋から移籍）
- 桂川質郎（前1・宮城）5代伊勢ヶ濱弟子（入門は楯山部屋）
- 清美川梅之（前1・秋田）5代伊勢ヶ濱弟子
- 大ノ森金市（前5・秋田）5代伊勢ヶ濱弟子
- 明瀬川傳四郎（前13・宮城）5代伊勢ヶ濱弟子
- 櫻國輝男（前11・北海道）5代伊勢ヶ濱、10代荒磯弟子
- 広瀬川惣吉（前3・宮城）5代伊勢ヶ濱、10代荒磯弟子
- 東海稔（前14・東京）5代伊勢ヶ濱、10代荒磯弟子
- 白龍山慶祐（前12・秋田）5代伊勢ヶ濱、10代荒磯弟子
- 大瀬川半五郎（前6・青森）5代伊勢ヶ濱、10代荒磯→6代伊勢ヶ濱弟子
- 清ノ森政夫（前9・秋田）5代伊勢ヶ濱、10代荒磯→6代伊勢ヶ濱弟子
- 天水山正則（前10・熊本）10代荒磯→6代伊勢ヶ濱弟子
- 淺瀬川健次（前1・大阪）10代荒磯→6代伊勢ヶ濱弟子
- 和晃敏郎（前1・愛知）10代荒磯→6代伊勢ヶ濱弟子
- 照櫻弘行（前7・大阪）6代伊勢ヶ濱弟子
- 神幸勝紀（前8・山形）6代、7代伊勢ヶ濱弟子
- 斉須稔（前2・福島）6代、7代伊勢ヶ濱弟子
- 若瀬川剛充（前1・山形）7代伊勢ヶ濱弟子

### 十両
- 國光鉄太郎（十2・秋田）5代伊勢ヶ濱弟子（入門は楯山部屋）
- 八幡野平八郎（十5・高知）5代伊勢ヶ濱弟子
- 信濃川藤四郎（十10・新潟）5代伊勢ヶ濱弟子
- 黒瀬川進（十5・富山）5代伊勢ヶ濱、10代荒磯弟子（谷川部屋から移籍）
- 速浪武夫（十14・宮城）5代伊勢ヶ濱、10代荒磯弟子
- 若國一男（十11・東京）5代伊勢ヶ濱、10代荒磯弟子
- 神雷龍之助（十12・茨城）5代伊勢ヶ濱、10代荒磯弟子
- 照美山英實（十10・兵庫）5代伊勢ヶ濱、10代荒磯弟子
- 明ノ海正五郎（十14・秋田）5代伊勢ヶ濱、10代荒磯弟子
- 大野咲慎祐（十4・秋田）5代伊勢ヶ濱、10代荒磯→6代伊勢ヶ濱弟子
- 大矢崎武男（十7・秋田）10代荒磯→6代伊勢ヶ濱弟子
- 公地次男（十3・秋田）5代伊勢ヶ濱、10代荒磯→6代伊勢ヶ濱弟子
- 照ノ海十二（十17・秋田）10代荒磯→6代伊勢ヶ濱弟子
- 三輝山輝男（十8・大阪）5代伊勢ヶ濱、10代荒磯→6代伊勢ヶ濱弟子
- 照の花謙二（十6・和歌山）10代荒磯→6代伊勢ヶ濱弟子
- 信山信幸（十18・東京）10代荒磯→6代伊勢ヶ濱弟子
- 英錦匡男（十18・大阪）10代荒磯→6代伊勢ヶ濱弟子
- 渥美洋正征（十12・愛知）6代伊勢ヶ濱弟子
- 國見山兼初（十13・千葉）6代伊勢ヶ濱弟子
- 牛若丸悟嘉（十8・埼玉）6代、7代伊勢ヶ濱弟子
- 飛島正（十13・山形）6代、7代伊勢ヶ濱弟子
- 清美岳太（十13・山形）7代伊勢ヶ濱弟子
- 桧山剛志（十12・北海道）6代、7代伊勢ヶ濱弟子
- 白岩政寿（十7・秋田）6代、7代伊勢ヶ濱弟子
- 清乃洋文幸（十13・青森）7代伊勢ヶ濱弟子
- 清王洋好造（十9・鹿児島）7代伊勢ヶ濱弟子
- 関の花勉（十11・茨城）6代、7代伊勢ヶ濱弟子
- 清の富士猛（十11・静岡）7代伊勢ヶ濱弟子